# Afganisztán himnusza
Afganisztán nemzeti himnusza (pastuulملی سرود Milli Surood, dariul سرود ملی Surūd-e Millī) 2006 májusától Kabul bukásáig (2021. aug. 15.) az ország hivatalos himnusza. A szöveget Abdul Bari Jahani írta a zenét Babrak Wassa szerezte.

## Fordítás
Ez a szócikk részben vagy egészben  az   Afghan National Anthem című angol Wikipédia-szócikk ezen változatának fordításán alapul.  Az eredeti cikk szerkesztőit annak laptörténete sorolja fel. Ez a jelzés csupán a megfogalmazás eredetét és a szerzői jogokat jelzi, nem szolgál a cikkben szereplő információk forrásmegjelöléseként.